# 조델 펄랜드
조델 펄랜드(Jodelle Ferland, 1994년 10월 9일 ~ )는 캐나다의 배우이다.

## 출연 작품
- 언스포큰 (2015)
- 톨 맨 (2012)
- 마이티 파인 (2012)
- 나 홀로 집에 5  (2012)
- 파라노만 (2012)
- 캐빈 인 더 우즈 (2012)
- 걸 파이트(영어판) (2011)
- 알래스카 대지진 (2010)
- 이클립스 (2010)
- 원더풀 월드 (2009)
- 케이스 39 (2009)
- 씨드 (2007)
- 굿 럭 척 (2007)
- 메신져 - 죽은 자들의 경고 (2007)
- 사일런트 힐 (2006)
- 타이드랜드 (2005)
- 베리 쿨 크리스마스 (2004)
- 진도 10.5 미국 침몰 (2004)
- 데들리 리틀 시크릿 (2002)
- 데이 (2002)
- 트랩트 (2001, Trapped)
- 라스트 서바이버 (2000)
- 콜드 스쿼드 (1998)

### 텔레비전
- 다크 엔젤 (2001)
- 스몰빌 (2003)
- 데드 라이크 미 (2003)
- 스티븐 킹의 킹덤 (2004)
- 마스터즈 오브 호러 - 피투성이 장례식 편 (2006)
- 수퍼내추럴 (2006, 2019)
- 스타게이트 아틀란티스 (2007)
- 다크 매터 (2015-17)